# إفراز اللعاب

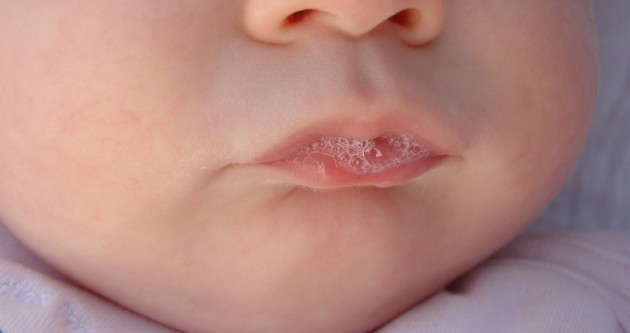
طفل يخرج اللعاب من فمه

تتم عملية إفراز اللعاب من الغدد اللعابية.
يتحكم الجهاز العصبي الذاتي بعملية إفراز اللعاب، والذي يتفاعل مع محفزات معينة (الرائحة والتذوق والبصر وحتى استحضار الطعام أو ملامسة الشفاه).
تفرز المجترات ما يصل إلى 60 لترًا من اللعاب في اليوم بينما يفرز البشر 0.8 لترًا في اليوم.